# Pricksjuka
Pricksjuka är benämningen på sjukdomar som kan drabba olika arter av växter och djur.

## Äpplen
Pricksjuka är när äpplen får bruna, insjunkna fläckar. För lågt kalciumvärde i äpplet kan vara en orsak, obalans mellan näringsämnena i äpplet en annan. Stora äpplen har större risk att drabbas av pricksjuka än små. Pricksjuka på äpple är först beskriven i Tyskland år 1869. Pricksjuka drabbar ofta följande sorter; Cox Orange, Ellisons Orange, Adamsparmän, Bodil Neergård, Lundbytorp, Kandarenett, Åkerö, Gravensteiner, Svanetorp, Husmoder, Signe Tillish, Filippa. Pricksjuka drabbar nästan aldrig,; Ribston, Cortland, Ingrid Marie, Gul Richard.
Något man kan göra för att förhindra pricksjuka är att se till att äppelträdet har en gedigen vattentillgång under hela odlingssäsongen, samt att se till att tillföra kalk till trädets jord, och inte tillföra för mycket kalium, då det gör det svårare för trädet att uppta kalcium. En del äpplesorter är betydligt mer benägna för pricksjuka än andra.
Vidare är det en god idé att undersöka surhetsgraden i marken, för att se till att inte pH-värdet för lågt, det bör ligga på 6,0 till 6,5. Om pH-värdet är för lågt, försvåras upptaget av kalcium.

## Fiskar
Fiskar får stundom prickar på fenorna, detta på grund av inborrade parasiter. Havsfiskar, som varit angripna av pricksjuka varje infusorie ger upphov till en vitgrå prick av ett knappnålshuvuds storlek. 